# Маркантоніо II Колонна
Маркантоніо II Колонна (італ. Marcantonio II Colonna; 26 лютого 1535 — 1 серпня 1584) — державний та військовий діяч королівства Іспанії, Неаполя і Папської держави, 1-й князь-герцог Паліано, 1-й герцог Тальякоццо.

## Життєпис
Походив зі знатного італійського роду Колонна з Лаціуму. Третій син Асканіо I Колона, 2-го герцога Паліано і графа Тальякоццо, та Джованни д'Арагон з династії Трастамара (онуки Фердинанда I, короля Неаполю). Народився 1535 року в м. Цивіта Лавінія. Замолоду захопився військово-морською справою.

### Військова кар'єра
Вступив на іспанську службу. Спочатку перебував під орудою Фернандо Альвареса де Толедо в Іспанії. 1552 року в рамках укладання великої мирної угоди між родами Колонна і Орсіні оженився з донькою Джироламо Орсіні. У 1553 році очолив кінноту під час військової кампанії проти Сієнської республіки, що стала союзником Франції. У 1554 році відзначився під час захоплення Сієни та навколишніх фортець. Того ж року папа римський Юлій III звинуватив Асканіо I Колона у непокорі, заколоті, змовах та наклепництві, позбавивши усіх володінь у Папській області. Маркантоніо Колонна був визнаний імператором Карлом V Габсбургом і папою римським спадкоємцем свого батька.
У 1556 році новий папа римський Павло IV, що був прихильником Франції, та водночас бажав піднесення свого роду Карафа, конфіскував землі вже в Маркантоніо II Колонна, з яких створив нове герцогство Паліано, що передав небожеві Джованні Карафа, графу Монторіо. Спроба Колонни протистояти власними загонами папській армії виявилася невдалою. Зрештою вік відступив до Гаети, а звідти втік до Неаполю. Тут звернувся по допомогу до іспанського короля Філіппа II. Невдовзі отримує звання генерала і командування терцією у війську герцога Альби. В подальшій війні проти папи римського діяв у районі Чочарія і Валле-дель-Сакко. У 1557 році успішно діяв проти французької армії на чолі з Франсуа де Гізом, захопивши місто Вальмонтоне (за 45 км від Рима). Невдовзі було укладено мир у Каве між Іспанією та Папською державою, за яким утворювалося князівство Паліано, щодо належності якого існували суперечності.
1559 році після раптової смерті папи Павла IV новим папою римським обирається Пій IV, що був прихильником Іспанії. Втім Джованні Карафа відмовився віддавати Маркантоніо Колонна його землі та палаци. Разом з тим Колонна зберігав потужну підтримку Іспанії. Невдовзі стає кавалером ордена Золотого руна.
1560 року призначається великим конетаблем Неаполітанського королівства. 1561 року папа римський надав йому Орден Золотої шпори. Невдовзі також стає військовим намісником (лейтенантом) Неаполітанського королівства. 1562 року Маркантоніо II Колонна оженив свого сина Фабріціо з небогою папи римського — Анною Борромео. Це стало додатковою основою для союзу з Папським престолом. Того ж року Маркантоніо остаточно повернув собі всі володіння та отримав титул герцога Паліано. 1564 року призначається королівським радником Неаполітанського королівства. 1566 року брав участь в обороні Мальти від османського флоту. 
1567 року планувалося відправити Маркантоніо II Колонна проти французьких гугенотів. 1569 року новий папа римський Пій V зробив Паліано також князівством. Тепер Маркантоніо йменувався князем-герцогом Паліано. Того ж року отримує титул герцога Тальякоццо.

### Битва при Лепанто
У 1571 році призначається очільником папського флоту, з яким брав участь у битві при Лепанто проти Османської імперії. Був одним з командувачів центру. Під час битви врятував флагман принца Хуана Австрійського. Слідом за цим галери Колонни захопили османський флагман на чолі з капудан-пашею Мюеззінзаде Алі-пашею, який загинув. Піднятий над цією галерою прапор знітив інші османські судна, сприявши загальній перемозі. По поверненню до Риму папа Григорій XIII призначив Маркантоніо II Колонна капітан-генералом Церкви. Втім у 1573 році поступився цією посадою на користь Джакомо Бонкомпаньї, небожа папи римського.

### Віцекороль Сицилії
1577 року призначається віцекоролем Сицилії. Здійснив значні перебудови в Палермо, реформував адміністративний устрій Сицилії, запровадивши інститут комарка, що складалися з 42 одиниць. 1581 року призначається губернатором Анкони, проте це було більш почесне призначення, ніж фактичне.
Залишався на посаді віцекороля до самої смерті у 1584 році. Усі його володіння успадкував старший онук Маркантоніо III Колонна.

## Родина
Дружина — Фелічі, донька Джироламо Орсіні, сеньйора Браччіано.
Діти:
- Костанца (1555 — д/н), дружина маркіза Франческо І Сфорца ді Караваджо
- Фабріціо (1557—1580), капітан іспанської армії
- Просперо
- Федеріко (помер дитиною)
- Джованна (д/н — після 1566), дружина Антоніо Карафа, принца Стіньяно
- Асканіо (1560—1608), кардинал, віцекороль Арагону, 1-й герцог Марино.
- Вітторія (1558—1633), дружина герцога Людовіко III Енріке де Кабрера-і-Мендоза